# اقتصاد أوروبا
اقتصاد أوروبا يشمل إنتاج أوروبا من السلع المصنعة السيارات والآلات والفولاذ. وتتخذ صناعة الخدمات كالصناعة المصرفية والرعاية الصحية أهمية متزايدة. تنتج أراضي أوروبا الزراعية الشاسعة ذات التربة الخصبة كميات كبيرة من القمح والمحصولات الزراعية الأخرى.
تنضوي معظم النشاطات الاقتصادية في غربي أوروبا، تحت نظام الملكية الخاصة بعيدًا عن سيطرة الدولة، إلا أن الحكومة تقوم بإدارة بعض المشروعات، التي تنتج السلع الضرورية، والتي تقدم الخدمات الضرورية. تشمل هذه المشروعات السكك الحديدية، وفي بعض الحالات صناعة السيارات. بدأت بعض الحكومات في الثمانينيات من القرن العشرين في بيع مثل هذه المشروعات للقطاع الخاص.
ظل اقتصاد الدول الأوروبية الشرقية يتخذ لسنين عدة من المبادئ الشيوعية قاعدة له. وتحت ظل النظام الشيوعي سيطرت الدولة سيطرة كاملة على الأرض وعناصر الإنتاج وتوزيع السلع والخدمات. بدأت حكومات شرق أوروبا في أواخر الثمانينيات من القرن العشرين في اتخاذ الخطوات اللازمة نحو زيادة الملكية الخاصة للنشاطات الاقتصادية في بلادها.
يوجد تبادل تجاري واسع النطاق بين الدول الأوروبية. ولقد عملت المنظمات التجارية الدولية العديدة على تنمية التجارة. تشمل المنظمات التجارية في أوروبا ، والاتحاد الأوروبي ، واتحاد التجارة الحرة الأوروبية.
أكبر الاقتصادات الوطنية في أوروبا مع الناتج المحلي الإجمالي (الاسمي) أكثر من تريليون دولار هي:
- ألمانيا (حوالي 3.9 تريليون دولار)،
- المملكة المتحدة (حوالي 2.7 تريليون دولار)،
- فرنسا (حوالي 2.7 تريليون دولار)،
- إيطاليا (حوالي 2.0 تريليون دولار)،
- روسيا (حوالي 1.6 تريليون دولار)،
- إسبانيا (حوالي 1.4 تريليون دولار)،

الاقتصادات الأوروبية الكبرى الأخرى هي هولندا وسويسرا وبولندا والسويد وبلجيكا والنمسا والنرويج وأيرلندا والدنمارك. ينتج الاتحاد الأوروبي (حوالي 16 تريليون دولار من إجمالي الناتج المحلي) حوالي ثلثي الناتج المحلي الإجمالي لأوروبا.
يعد الاتحاد الأوروبي مجتمعا ثاني أغنى وثاني أكبر اقتصاد في العالم، بعد الولايات المتحدة بنحو 5 تريليون دولار.
من بين أكبر 500 شركة تقاس بالإيرادات (Fortune Global 500 في عام 2010)، يوجد 184 شركة مقرها الرئيسي في أوروبا. يوجد 161 في الاتحاد الأوروبي، 15 في سويسرا، 6 في روسيا، 1 في تركيا، 1 في النرويج.
كما أشار عالم الاجتماع الإسباني مانويل كاستلس في عام 2010، فإن متوسط مستوى المعيشة في أوروبا الغربية مرتفع للغاية: «لا يزال الجزء الأكبر من السكان في أوروبا الغربية يتمتعون بأعلى مستويات المعيشة في العالم وفي التاريخ».

## النمو الإقتصادي

### قبل 1945: النمو الصناعي
قبل الحرب العالمية الثانية، كانت المملكة المتحدة وفرنسا وألمانيا القوى المالية والصناعية الرائدة في أوروبا. بدأت الثورة الصناعية في بريطانيا، ثم انتشرت بسرعة في أنحاء أوروبا، مما جعل القارة بأكملها تشهد نهضة صناعية واسعة . نسببت الحرب العالمية الأولى لفترة وجيزة إلى توقف الصناعات في بعض الدول الأوروبية، ولكن في الفترة التي سبقت الحرب العالمية الثانية، تعافت أوروبا جيدًا، وكانت تتنافس مع القوة الاقتصادية المتنامية للولايات المتحدة الأمريكية.
أدت الحرب العالمية الثانية إلى دمار واسع في المراكز الصناعية في أوروبا، كما ألحقت أضراراً وجسيمة بالبنية التحتية للقارة.

### 1945-1992: عصر الحرب الباردة
بعد الحرب العالمية الثانية، كانت الحكومات الأوروبية تعاني من أوضاع اقتصادية وسياسية صعبة. سعت  العديد من الحكومات الأوروبية غير الاشتراكية إلى تكامل اقتصادي، مما مهد الطريق لتأسيس الاتحاد الأوروبي. وهذا يعني زيادة هائلة في البنية التحتية المشتركة والتجارة الحرة بينها. في حين أن هذه الدول الأوروبية حسنت اقتصاداتها بسرعة، بحلول الثمانينيات، كان اقتصاد مجلس التعاون الاقتصادي يكافح، ويرجع ذلك أساسًا إلى التكلفة الهائلة للحرب الباردة. كانت دول وسط وشرق أوروبا تعاني من انخفاض الناتج المحلي الإجمالي ومستويات المعيشة مقارنة ببقية أنحاء القارة.
توسع الاتحاد الأوروبي من ستة أعضاء مؤسسين بعد الحرب العالمية الثانية إلى 12 عضوًا خلال هذه الفترة.
شهدت أوروبا ارتفاعاً ملحوظاً في متوسط مستويات المعيشة خلال فترة ما بعد الحرب، كما توضح هذه البيانات:
الاستهلاك الخاص للفرد (PPSs) عام 1980
- لوكسمبورغ: 5495
- فرنسا: 5395
- ألمانيا، جمهورية اتحادية: 5319
- بلجيكا: 5143
- الدنمارك: 4802
- هولندا: 4792
- المملكة المتحدة: 4343
- إيطاليا: 4288
- أيرلندا: 3029

الدخل الشخصي المتاح للفرد (PPSs) في عام 1980
- بلجيكا: 6202
- فرنسا: 6044
- ألمانيا، جمهورية اتحادية: 5661
- هولندا: 5490
- إيطاليا: 5378
- الدنمارك: 4878
- المملكة المتحدة (المملكة المتحدة): 4698

### صعود الاتحاد الأوروبي
عندما تفككت الكتلة الشرقية حوالي عام 1992، كافحت هذه الدول للتكيف مع أنظمة السوق الحرة. ومع ذلك، كان هناك تباين كبير في درجات النجاح، حيث تكيفت دول أوروبا الوسطى مثل جمهورية التشيك والمجر وسلوفاكيا وسلوفينيا وبولندا بسرعة معقولة، في حين كافحت الدول التي كانت ضمن الاتحاد السوفياتي مثل روسيا وبيلاروسيا وأوكرانيا لإصلاح البنى التحتية المتداعية.
سارعت العديد من الدول الأوروبية المتقدمة إلى تطوير علاقات اقتصادية مع الدول الأوروبية الشقيقة، حيث أعيد إدخال الديمقراطية. بعد ثورات عام 1989، تعاملت دول في وسط أوروبا ودول البلطيق مع التغيير، وانزلقت جمهوريات يوغوسلافيا السابقة في الحرب، ولا تزال روسيا وأوكرانيا وبيلاروسيا تكافح مع أنظمتها القديمة.
أكبر اقتصاد في أوروبا، ألمانيا، كافح من أجل التوحيد في عام 1991 مع جمهورية ألمانيا الديمقراطية الشيوعية السابقة، أو ألمانيا الشرقية، التي كانت تابعة إيديولوجيا للاتحاد السوفيتي. تمت إزالة جزء كبير من بنيتها التحتية الصناعية في جمهورية ألمانيا الديمقراطية خلال الحرب الباردة، وكافحت ألمانيا الموحدة لسنوات عديدة لبناء البنية التحتية في ألمانيا الشرقية السابقة ليتساوى مستواها بمستوى ألمانيا الغربية السابقة.
لم يأت السلام إلى يوغوسلافيا لمدة عقد، وبحلول عام 2003، كان لا يزال هناك العديد من قوات حفظ السلام التابعة لحلف شمال الأطلسي والاتحاد الأوروبي في البوسنة والهرسك ومقدونيا وكوسوفو [a]. أعاقت الحرب النمو الاقتصادي بشدة، ولم تحقق أي تقدم حقيقي في التسعينيات.
تأثر الاقتصاد الأوروبي بهجمات 11 سبتمبر في الولايات المتحدة في عام 2001، وكانت ألمانيا وسويسرا وفرنسا والمملكة المتحدة الأكثر تضررا. ولكن، في 2002 و2003، بدأ الاقتصاد في التعافي من الهجمات في الولايات المتحدة.
كان الاقتصاد الأوروبي في ذلك الوقت يسيطر عليه الاتحاد الأوروبي، وهو منظمة اقتصادية وسياسية ضخمة تضم في ذلك الوقت 15 دولة أوروبية كاملة العضوية. كان يُنظر إلى عضوية الاتحاد الأوروبي على أنها شيء يمكن التطلع إليه، وقدم الاتحاد الأوروبي دعمًا ومساعدة كبيرين لدول وسط وشرق أوروبا الراغبة في العمل نحو تحقيق اقتصادات تلبي معايير الدخول. خلال هذا الوقت، أصبح 12 من 15 عضوًا في الاتحاد الأوروبي جزءًا من منطقة اليورو، وهو اتحاد نقدي أُطلق في عام 1999، حيث يستخدم كل عضو عملة مشتركة، وهي اليورو، والتي حلت محل عملاتها الوطنية السابقة. اختارت ثلاث دول البقاء خارج منطقة اليورو والاستمرار بعملاتها الخاصة، وهي الدنمارك والسويد والمملكة المتحدة.

### 2004-2007: توسع الاتحاد الأوروبي
في أوائل عام 2004، انضمت 10 دول معظمها شيوعية سابقة إلى الاتحاد الأوروبي في أكبر توسع له على الإطلاق، مما أدى إلى زيادة عدد أعضاء الاتحاد إلى 25 عضوًا، وأبرمت ثماني دول أخرى اتفاقيات تجارية مع الاتحاد.
معظم الاقتصادات الأوروبية في حالة جيدة للغاية، والاقتصاد القاري يعكس ذلك. لكن الصراع والاضطراب في بعض دول يوغوسلافيا السابقة ودول القوقاز يعيقان النمو الاقتصادي في هذه الدول.
في استجابة للنمو الهائل في الاتحاد الأوروبي، نشأت في عام 2005 رابطة الدول المستقلة (CIS) (التي يهيمن عليها روسيا) وهي كتلة تجارية منافسة للاتحاد الأوروبي، وهي مفتوحة أمام أي دولة من اتحاد الجمهوريات الاشتراكية السوفياتية السابقة، (بما في ذلك الأوروبية والآسيوية). شارك 12 من أصل 15، وقررت دول البلطيق الثلاث الانضمام إلى الاتحاد الأوروبي. على الرغم من ذلك، أعلنت دول القوقاز الثلاث سابقًا إنها ستنظر يومًا ما في التقدم بطلب للحصول على عضوية الاتحاد الأوروبي، وخاصة جورجيا. وهذا ينطبق أيضًا على أوكرانيا منذ الثورة البرتقالية.

### 2008 إلى الوقت الحاضر: توسع منطقة اليورو وأزمة الديون الأوروبية
أصبحت سلوفينيا أول دولة شيوعية سابقة تتبنى عملة الاتحاد الأوروبي، اليورو، في عام 2007، تليها مالطا وقبرص في عام 2008، وسلوفاكيا في عام 2009. في عام 2011، أصبحت إستونيا أول جمهورية من الاتحاد السوفيتي السابق تتبنى اليورو، تليها لاتفيا في عام 2014 وليتوانيا في عام 2015. مؤخرًا، أصبحت كرواتيا العضو الثامن والعشرون في الاتحاد الأوروبي، الذي دخل في اليوم الأول من يوليو 2013.
في عام 2008، تسببت الأزمة المالية العالمية، التي أثارتها فقاعة الإسكان في الولايات المتحدة، في انخفاض كبير في الناتج المحلي الإجمالي لغالبية الاقتصادات الأوروبية، والتي كانت بداية أزمة الديون الأوروبية الأوسع بكثير والأكثر إشكالية في منطقة اليورو، والتي هددت انهيار اقتصاديات الجنوب وخاصة اليونان وإيطاليا المتأثرة بالأزمة السياسية المستمرة والبرتغال وإسبانيا. بعد أن تضررت أيرلندا بشدة، خرجت من الأزمة في منتصف عام 2013. وفي الوقت نفسه، خففت عمليات الإنقاذ المتزايدة لصندوق النقد الدولي والمركزي الأوروبي بطريقة ما من الوضع في الدول المنكوبة بالديون، حيث نجت اقتصادات وسط وشرق أوروبا بقيادة ألمانيا من أسوأ أزمة ديون عام 2010.
بحلول منتصف عام 2010، 2014-2015، كانت أيرلندا تتعافى بوتيرة ثابتة بعد خروجها من برنامج الإنقاذ بنجاح. أصبحت منطقة اليورو ككل أكثر استقرارًا، ولكن المشاكل في اليونان والانتعاش البطيء في إيطاليا وفي إسبانيا والبرتغال استمرت في الحفاظ على النمو في منطقة اليورو عند الحد الأدنى. تستمر ألمانيا في قيادة أوروبا في الاستقرار والنمو، بينما تشهد كل من المملكة المتحدة وأيرلندا نموًا قويًا بنسبة 3-4٪. تنخفض البطالة في أيرلندا بأسرع مستوياتها في أوروبا، ومن المتوقع أن تصل إلى 8٪ بحلول عام 2016، بانخفاض عن ضعف ما كانت عليه في عام 2011. تتمتع جمهورية التشيك وألمانيا باستمرار بأقل معدل بطالة في الاتحاد الأوروبي. توقعات النمو بشكل عام لا تزال متفائلة بالنسبة لأوروبا في المستقبل. مع توقع نمو إيجابي في جميع أنحاء منطقة اليورو. على الرغم من عدم اليقين الذي لا يزال يحيط باليونان ومدفوعات الديون في الدولة اليونانية، إلا أن الأمور تبدو مستقرة في الوقت الحالي.
شهدت الشركات الأوروبية تراجعًا مقابل الشركات العالمية منذ الأزمة. كانت سبع شركات أوروبية فقط من بين «أكثر 50 شركة عالمية قيمة» في عام 2015، مقارنة بـ 17 شركة في عام 2006. من بين 24 قطاعا اقتصاديا، تتصدر أوروبا في قطاع واحد فقط - الغذاء، الذي تقوده شركة نستله السويسرية. شركات مثل إتش إس بي سي وفودافون وتوتال وبي إن بي باريبا قد زحلت جميعها في صناعاتها ضد المنافسين الأمريكيين والآسيويين. بالإضافة إلى ذلك، تراجعت شركات التكنولوجيا السابقة ذات الوزن الثقيل مثل نوكيا وإريكسون وألكاتل-لوسنت عن الشركات الأمريكية المتطورة في وادي السيليكون.

## الاختلاف الإقليمي

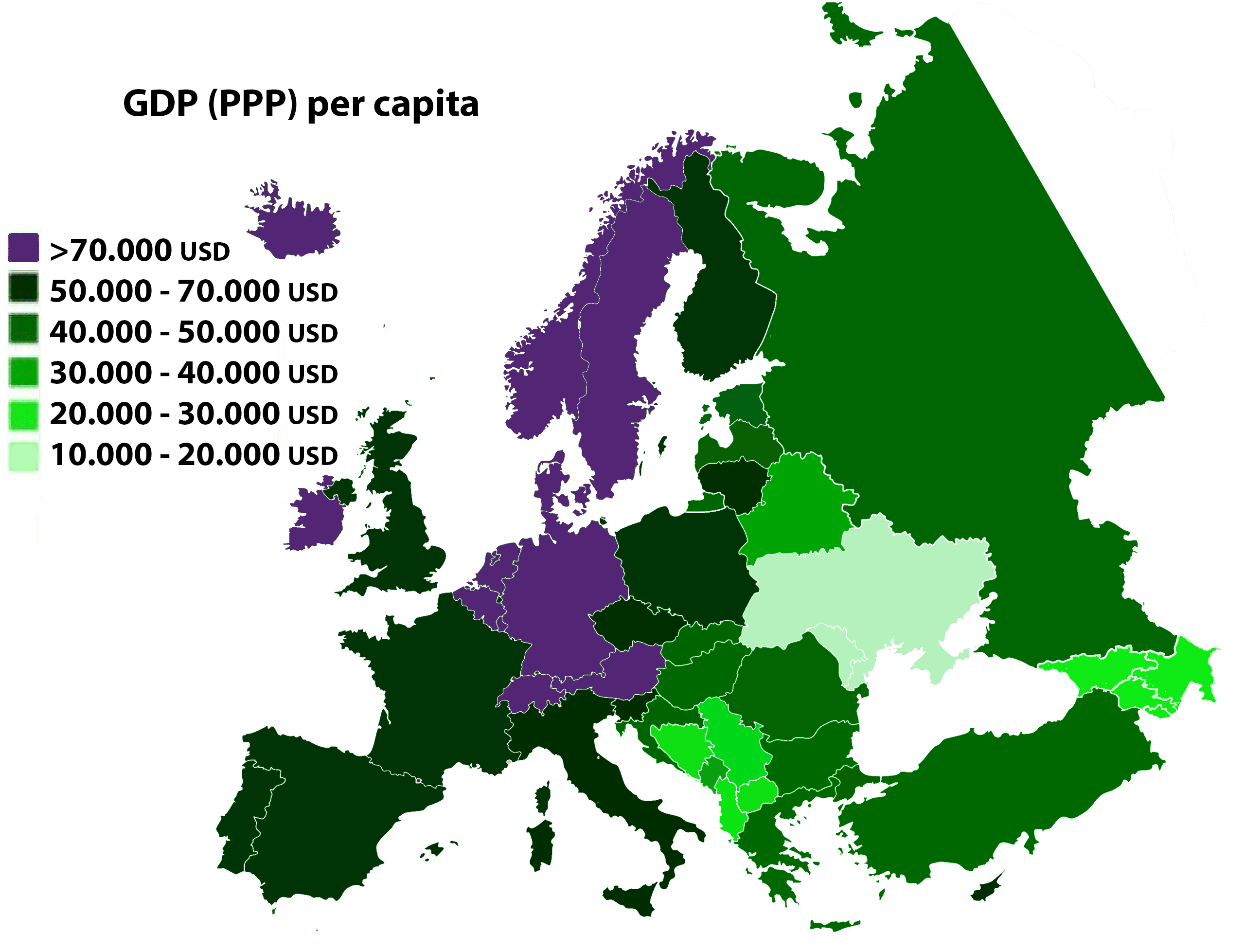
الدول الأوروبية والدول المجاورة حسب الناتج المحلي الإجمالي (تعادل القوة الشرائية) للفرد

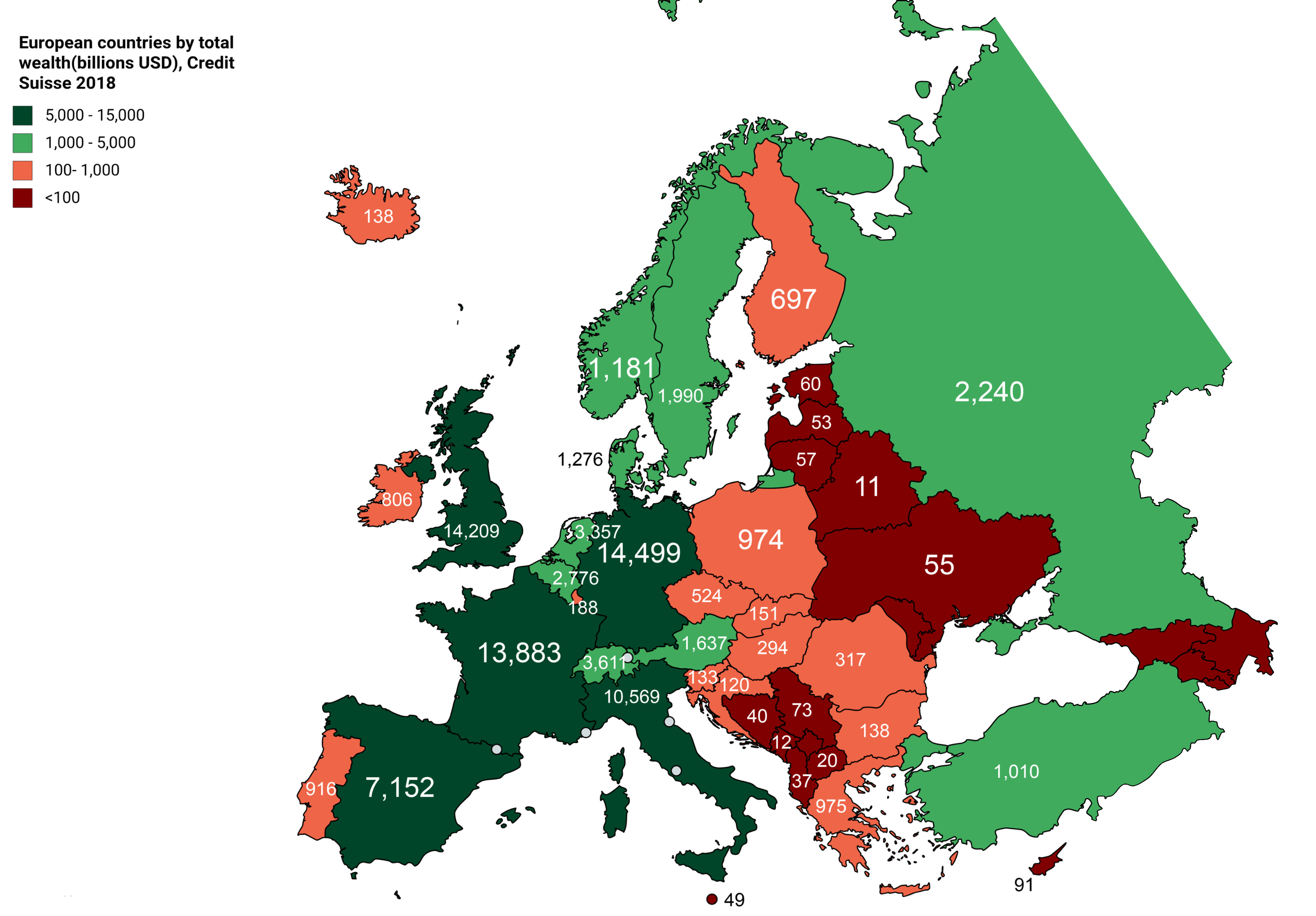
الدول الأوروبية من حيث الثروة الإجمالية (بمليارات الدولارات الأمريكية)، Credit Suisse 2018

الدول الأوروبية التي لها تاريخ طويل في التجارة، ونظام السوق الحرة، ومستوى عالٍ من التطور في القرن الماضي تقع عمومًا في شمال وغرب القارة. تميل إلى أن تكون أكثر ثراءً واستقرارًا من البلدان المجمعة في شرق وجنوب أوروبا، على الرغم من أن الفجوة تتقارب، خاصة في وسط وشرق أوروبا، بسبب معدلات النمو المرتفعة.
أفقر الدول هي تلك التي خرجت لتوها من الشيوعية والديكتاتوريات الفاشية والحروب الأهلية، وبالتحديد تلك التي كانت في الاتحاد السوفياتي السابق ويوغوسلافيا، مع بعض الاستثناءات. تقدم الكتلة الغربية السابقة نفسها بعض مستويات المعيشة والاختلافات في التنمية، مع أكبر تباين بين الدول الاسكندنافية (النرويج والدنمارك والسويد وفنلندا) واليونان والبرتغال وإسبانيا وإيطاليا.

### الاتحاد الأوربي
الاتحاد الأوروبي لديه أكبر اقتصاد في العالم. تمثل التجارة داخل الاتحاد أكثر من ثلث الإجمالي العالمي.
الاتحاد الأوروبي أو الاتحاد الأوروبي هو اتحاد فوق وطني يضم 27 دولة أوروبية، وكان آخر عضو منضم هو كرواتيا، والتي أصبحت عضوًا كامل العضوية في 1 يوليو 2013. لها وظائف عديدة، أهمها إنشاء وصيانة سوق موحدة مشتركة، تتكون من اتحاد جمركي، وعملة واحدة (تم تبنيها من قبل 18 دولة من أصل 27 دولة عضو)، وسياسة زراعية مشتركة ومصايد أسماك مشتركة سياسات. كما يقوم الاتحاد الأوروبي بمبادرات مختلفة لتنسيق أنشطة الدول الأعضاء.
تطور الاتحاد بمرور الوقت من اتحاد اقتصادي في المقام الأول إلى اتحاد سياسي بشكل متزايد. يتضح هذا الاتجاه من خلال العدد المتزايد من مجالات السياسة التي تقع ضمن اختصاص الاتحاد الأوروبي: تميل السلطة السياسية إلى التحول صعودًا من الدول الأعضاء إلى الاتحاد الأوروبي.

### منظمة التجارة الحرة الأوروبية
تأسست الرابطة الأوروبية للتجارة الحرة (EFTA) في 3 مايو 1960 كبديل للدول الأوروبية التي لا ترغب في الانضمام إلى الاتحاد الأوروبي، مما أدى إلى إنشاء كتلة تجارية مغ سلطات مركزية أقل.
الدول الأعضاء في الرابطة الأوروبية للتجارة الحرة اعتبارًا من عام 1992 هي النمسا والدنمارك وفنلندا وأيسلندا وليختنشتاين والنرويج والسويد وسويسرا. في عام 2014، بقيت أربع دول فقط، وهي أيسلندا والنرويج وسويسرا وليختنشتاين، أعضاء في الرابطة الأوروبية للتجارة الحرة، حيث غادر الأعضاء الآخرون تدريجياً للانضمام إلى الاتحاد الأوروبي.

### المنطقة الاقتصادية الأوروبية
خرجت المنطقة الاقتصادية الأوروبية (EEA) إلى حيز الوجود في 1 يناير 1994 بعد اتفاق بين الرابطة الأوروبية للتجارة الحرة (EFTA) والاتحاد الأوروبي (EU). تم تصميمها لتمكين دول الرابطة الأوروبية للتجارة الحرة من المشاركة في السوق الأوروبية الموحدة دون الحاجة إلى الانضمام إلى الاتحاد الأوروبي.
اختارت سويسرا في استفتاء (وهي حريصة دائمًا على الحياد) عدم المشاركة في المنطقة الاقتصادية الأوروبية (على الرغم من أنها مرتبطة بالاتحاد الأوروبي من خلال اتفاقيات ثنائية مماثلة في المحتوى لاتفاقية المنطقة الاقتصادية الأوروبية)، وبالتالي فإن الأعضاء الحاليين هم دول الاتحاد الأوروبي بالإضافة إلى النرويج وأيسلندا ووليشتنشتاين.

### رابطة الدول المستقلة
رابطة الدول المستقلة (CIS) هي اتحاد كونفدرالي يتكون من 9 من أصل 15 دولة من الاتحاد السوفيتي السابق، (الاستثناءات هي دول البلطيق الثلاث وجورجيا وتركمانستان وأوكرانيا (تركمانستان وأوكرانيا دولتان مشاركتان في رابطة الدول المستقلة)). على الرغم من أن رابطة الدول المستقلة لديها القليل من السلطات فوق الوطنية، إلا أنها أكثر من منظمة رمزية بحتة وتمتلك سلطات تنسيق في مجال التجارة والتمويل وسن القوانين والأمن. إن أهم هدف لرابطة الدول المستقلة هو إنشاء منطقة تجارة حرة كاملة واتحاد اقتصادي بين الدول الأعضاء، رُتِّب لإطلاقه في عام 2005. كما عززت التعاون في إرساء الديمقراطية ومنع الجريمة عبر الحدود.

### اتفاقية التجارة الحرة لأوروبا الوسطى
اتفاقية التجارة الحرة لأوروبا الوسطى (CEFTA) هي كتلة تجارية تضم: ألبانيا والبوسنة والهرسك ومقدونيا ومولدوفا والجبل الأسود وصربيا وبعثة الأمم المتحدة للإدارة المؤقتة في كوسوفو (UNMIK) نيابة عن كوسوفو التي لاتزال غير مستقرة.

## العملة والبنوك المركزية
العملة الأكثر شيوعًا داخل أوروبا هي اليورو (€)، عملة الاتحاد الأوروبي. للانضمام، يجب أن يفي كل عضو جديد في الاتحاد الأوروبي بمعايير معينة، وعندما يتم استيفاء هذه المعايير، يتم استبدال العملة الخاصة به باليورو. أن تصبح عضوًا في الاتحاد الأوروبي ينطوي على تعهد بالعمل من أجل عضوية منطقة اليورو، (باستثناء حالة الدنمارك، التي لديها إلغاء الاشتراك). حاليًا، تستخدم 19 دولة من أصل 27 دولة عضو في الاتحاد الأوروبي اليورو. يعتبر كل بنك مركزي في الاتحاد الأوروبي جزءًا من النظام الأوروبي للبنوك المركزية، بالإضافة إلى أن البنوك التي تستخدم اليورو هي جزء من البنك المركزي الأوروبي، البنك المركزي الأوروبي.
هناك بعض الدول من خارج الاتحاد الأوروبي الذين اختاروا استخدام اليورو كعملة وطنية لهم مثل كوسوفو والجبل الأسود، إما مع أو بدون اتفاقيات محددة مع الاتحاد الأوروبي للقيام بذلك، (أولئك الذين لديهم اتفاقيات مع الاتحاد الأوروبي قد يقومون بصك عملات اليورو الخاصة بهم).
بعض البلدان مع الحفاظ على عملتها الوطنية قد ربطت قيمتها باليورو. في بعض هذه البلدان، يوجد سعر صرف ثابت بين العملة الوطنية واليورو، وفي هذه الحالة تكون العملة في الواقع تابعًا لليورو. في البلدان الأخرى، هناك تعويم جزئي حيث تتقلب قيمة العملة الوطنية داخل نطاق (بشكل عام 15٪) حول معدل محدد. العملات المربوطة باليورو تشمل عملات بلغاريا والبوسنة والهرسك وكابو فيردي. الدنمارك لديها فرقة صرف أجنبي مرتبطة باليورو.
كما تخطط رابطة الدول المستقلة لإدخال عملة موحدة بين أعضائها.[بحاجة لمصدر]

## بورصات الأسهم
هناك العديد من البورصات داخل أوروبا.
- عموم أوروبا:
  - يورونكست
  - OMX
- ألبانيا:
  - بورصة تيرانا (TSE)
- النمسا:
  - وينر بورس (ATX)
- أرمينيا:
  - سوق أرمينيا للأوراق المالية
- بيلاروسيا:
  - العملة والبورصة البيلاروسية
- بلجيكا:
  - يورونكست بروكسل
- البوسنة والهرسك
  - بورصة سراييفو
  - بورصة بانيا لوكا
- بلغاريا:
  - بورصة بلغاريا
- كرواتيا:
  - بورصة زغرب
- قبرص:
  - بورصة قبرص (CSE)
- جمهورية التشيك:
  - بورصة براغ (PSE)
- الدنمارك:
  - بورصة كوبنهاغن (KFX) (جزء من OMX)
- إستونيا:
  - بورصة تالين (جزء من OMX)
- جزر فارو:
  - سوق فارو للأوراق المالية، بالتعاون مع بورصة أيسلندا
- فنلندا:
  - بورصة هلسنكي (جزء من OMX)
- فرنسا:
  - يورونكست باريس («بورصة باريس») (CAC 40)
- جورجيا
  - البورصة الجورجية (GSE)
- ألمانيا:
  - بورصة فرانكفورت (جزء من دويتشه بورس) (DAX)
- اليونان:
  - بورصة أثينا (عام)
- هنغاريا:
  - بورصة بودابست (BSE)
- أيسلندا:
  - بورصة أيسلندا (Kauphöll slands)
- أيرلندا:
  - البورصة الأيرلندية (ISEQ)
- إيطاليا:
  - بورصة إيطاليانا (FTSE MIB)
- كازاخستان:
  - بورصة كازاخستان (KASE)
- لاتفيا:
  - بورصة ريغا (جزء من OMX)
- ليتوانيا:
  - بورصة فيلنيوس (جزء من OMX)
- لوكسمبورغ:
  - بورصة لوكسمبورغ
- مقدونيا:
  - بورصة مقدونيا
- مالطا:
  - بورصة مالطا
- الجبل الأسود
  - بورصة الجبل الأسود
- هولندا:
  - يورونكست أمستردام
- النرويج:
  - بورصة أوسلو
- بولندا:
  - بورصة وارسو (WSE)
- البرتغال:
  - يورونكست لشبونة (PSI-20)
- رومانيا:
  - بورصة بوخارست (BSE)
  - بورصة سيبيو (SIBEX)
- روسيا:
  - بورصة العملات بين البنوك في موسكو (MICEX)
  - بورصة RTS
- صربيا:
  - بورصة بلغراد (BELEX)
- سلوفاكيا:
  - بورصة براتيسلافا (BSSE)
- سلوفينيا:
  - بورصة ليوبليانا (LJSE)
- إسبانيا:
  - بورصة مدريد (IBEX 35)
- السويد:
  - سوق النمو الشمالي
  - بورصة ستوكهولم (جزء من OMX)
- سويسرا:
  - SWX السويسرية للصرافة
- ديك رومي:
  - بورصة اسطنبول (ISE)
- أوكرانيا:
  - PFTS أوكرانيا للأوراق المالية
  - البورصة الأوكرانية
- المملكة المتحدة:
  - سوق الاستثمار البديل (AIM)
  - بورصة لندن (LSE) (FTSE)

## القطاعات الاقتصادية

### الصناعة
تعد أوروبا موطن الصناعات الحديثة التي بدأت أثناء الثورة الصناعية في بريطانيا في القرن الثامن عشر الميلادي، وانتشرت في أنحاء أوروبا وشمالي أمريكا في القرن التاسع عشر الميلادي.
في أثناء الثورة الصناعية بدأ أصحاب المصانع في استخدام الآلات التي تعمل بالقوة المحركة لإنتاج السلع المختلفة. أدى استخدام الآلات وتطورات أخرى إلى زيادة الإنتاج وتخفيض تكلفة التشغيل بصورة ملحوظة. ونتيجة للثورة الصناعية أصبح العديد من الدول الأوروبية يحتل مكان الصدارة بين المراكز الصناعية في العالم.
يتضمن معنى كلمة صناعة نشاطات مثل البناء والتعدين بجانب التصنيع، إلا أن معظم الإنتاج الصناعي يتأتى من التصنيع. تحتل أوروبا المرتبة الثانية بعد الولايات المتحدة الأمريكية بين المناطق الصناعية الهامة في العالم. والدول الصناعية الكبرى في أوروبا الغربية هي فرنسا وإيطاليا وألمانيا وهولندا وإسبانيا والسويد والمملكة المتحدة. أما الدول الصناعية الكبرى في أوروبا الشرقية فهي روسيا وبولندا وأوكرانيا.
معظم الصناعات في أوروبا الغربية يمتلكها الأفراد. وفي بعض الدول، مثل فرنسا وإيطاليا، تمتلك الحكومة أو تقوم بإدارة شركات صناعة السيارات، وشركات إنتاج الحديد والصلب (الفولاذ) وصناعات رئيسية أخرى. بدأت بعض حكومات دول شرقي أوروبا اتخاذ بعض الإصلاحات الاقتصادية، في أواخر الثمانينيات من القرن العشرين وذلك ببيع الصناعات للأفراد لتفسح المجال لمزيد من حرية العمل.
تعد أوروبا الشرقية ـ بصفة عامة ـ متخلفة في ميدان التطور الصناعي بالمقارنة مع أوروبا الغربية. ولكن دول غربي أوروبا بدأت في إغلاق المصانع منذ عام 1970م نتيجة لضراوة المنافسة العالمية. وبالإضافة إلى ذلك، انخفض عدد الأيدي العاملة في صناعات أوروبا الغربية، فأصبحت اليوم أقل بكثير مما كانت عليه في منتصف القرن العشرين الميلادي.

### التصنيع
يفوق إنتاج أوروبا من السلع المصنعة إنتاج أي قارة أخرى. وتستخدم الدول الأوروبية المتطورة جدًا أحدث الوسائل التقنية المتوفرة لديها، لإنتاج كميات ضخمة من السلع. كما يستفاد في هذه الدول من العمال المهرة. ولذلك فقد عوض توفر التقنية المتقدمة واستخدام العمال المهرة النقص في المواد الخام. فروسيا وعدد قليل جدًا من الأقطار الأوروبية الأخرى فقط لديها كميات كافية من المواد الخام، ولقد استهلكت المواد الخام في بلاد كفرنسا وإيطاليا اللتين اضطرتا لاستيراد احتياجاتهما من المواد الخام الأساسية كخام الحديد والأخشاب والنفط.
تتمركز الصناعات بأوروبا بصورة رئيسية في دول القارة الخمس، التي تحتل مكان الصدارة في الصناعة. ومن أشهر هذه المراكز الصناعية الكبرى في العالم، منطقة الرور في غربي ألمانيا، والتي سميت بذلك نسبة لنهرالرور. وتوجد بهذه المنطقة ترسبات هائلة من الفحم الحجري الجيد. وبالمنطقة شبكة مواصلات متطورة تتكون من السكك الحديدية والأنهار وشبكة من القنوات. تنتج المصانع الرئيسية بمنطقة الرور الكيميائيات والحديد والصلب والآلات والنسيج.
تعد دول أوروبا من دول الصدارة في العالم في صنع العديد من المنتجات المهمة. فعلى سبيل المثال توجد بأوروبا ست دول من دول الصدارة العشر في صناعة السيارات في العالم. كانت صناعة السيارات من الإسهامات الرئيسية في تطور الصناعة الأوروبية المطرد منذ الأربعينيات من القرن العشرين الميلادي، إذ أصبحت الشركات الأوروبية لصناعة السيارات ذات شهرة عالمية. وهذه الشركات هي الفيات في إيطاليا، والرينو في فرنسا، والفولكسواجن في ألمانيا، والفولفو في السويد.

### التعدين
تحتل مناطق التعدين في أوروبا نطاقًا واسعًا يمتد من بريطانيا حتى بحر قزوين، وتعد روسيا الدولة الرائدة في مجال التعدين لتوافر المواد الخام ويوجد في القطاع الأوروبي منها العديد من الترسبات المعدنية الغنية.
تنتج مناجم أوروبا نحو نصف إنتاج العالم من الفحم الحجري، والثلث من خام الحديد والغاز الطبيعي، والسدس من إنتاج البترول العالمي. وتقع أغنى حقول الفحم الحجري في أوروبا في بولندا وروسيا وألمانيا. وتعد السويد وروسيا من دول الصدارة في العالم في ميدان تعدين الحديد. كما أن روسيا وهولندا وبريطانيا من بين الدول الأولى المنتجة للغاز الطبيعي. أما الدول الرئيسية في إنتاج البترول فهي بريطانيا والنرويج وروسيا وتشمل المعادن المهمة الأخرى بأوروبا البلاتين والبوتاس والرصاص والزنك والفضة والكروم والمنجنيز والنيكل ومعظمها تنتج بصورة رئيسية في روسيا.

### الطاقة
يتم توليد الطاقة المستخدمة في الصناعة الأوروبية من مصادر مختلفة; تشمل الغاز الطبيعي والفحم الحجري والطاقة الذرية وحركة المد والجزر في المحيطات والنفط والبخار والماء. ولوقت طويل كان الفحم الحجري والكهرباء المولدة من المياه هما مصادر الطاقة الرئيسية في القارة، وتُعدّ أوروبا المستهلك الرئيسي للفحم الحجري في العالم أجمع. وبالرغم من أن القارة تنتج نحو نصف الفحم الحجري في العالم فهي لا تزال تستورد كميات هائلة منه. وبينما يتناقص استخدام الفحم الحجري في توليد الطاقة، نجد أن استخدام الغاز الطبيعي والطاقة الذرية والنفط في تزايد مستمر في القارة الأوروبية.

### صناعة الخدمات
صناعة الخدمات هي الصناعات التي تنتج الخدمات دون السلع. وتشمل التجارة والرعاية الصحية، والشؤون المالية، والنقل والاتصالات. وتعمل في مجال صناعة الخدمات أعداد كبيرة من العمال أكثر من أي من النشاطات الاقتصادية الأخرى. ولقد تطورت صناعة الخدمات في أوروبا بسرعة منذ منتصف القرن العشرين الميلادي.

### التجارة
تشترك معظم دول أوروبا في أسواق مشتركة. السوق المشتركة وحدة اقتصادية بين عدد من الدول، تعمل مجتمعة على إنعاش النمو الصناعي، وزيادة العمالة وتوفير السلع والخدمات. وتشجع الأسواق المشتركة التجارة بين الدول الأعضاء بإزالة الحواجز الجمركية والتجارية والحواجز الأخرى.
ومن أشهر الأسواق المشتركة الاتحاد الأوروبي (EU) الذي كان يعرف بالمجموعة الاقتصادية الأوروبية (EEC) حتى عام 1994م. تكونت هذه المجموعة من دول غربي أوروبا والتي أطلق عليها أحيانًا السوق الأوروبية المشتركة، عام 1957م. ويضم الاتحاد الأوروبي في عضويته كلاً من بلجيكا والدنمارك وفرنسا وألمانيا وبريطانيا واليونان وأيرلندا وإيطاليا ولوكسمبرج وفنلندا والنمسا والسويد وهولندا والبرتغال وإسبانيا.
كما قامت سوق أوروبية مشتركة أخرى لدول غربي أوروبا باسم اتحاد التجارة الحرة الأوروبي (إفتا) عام 1960م وتضم عضويتها الآن كلاً من لختنشتاين وأيسلندا والنرويج وسويسرا.
أسست دول شرقي أوروبا مجلس المساعدات الاقتصادية المشتركة (الكوميكون) سنة 1949م من بلغاريا وتشيكوسلوفاكيا السابقة والمجر وبولندا ورومانيا والاتحاد السوفييتي (سابقًا) بالإضافة إلى دولتين آسيويتين هما منغوليا وفيتنام، ودولة من أمريكا الشمالية وهي كوبا. ولكن تم إلغاء المجلس بعد انهيار الحكم الشيوعي في دول أوروبية كثيرة عام 1991م.
تتاجر الدول الأوروبية الأعضاء في أسواقها الأوروبية المشتركة بصفة رئيسية فيما بينها، لكنها تتاجر أيضًا مع دول أوروبية أخرى خارج أسواقها المشتركة. ومن الشركاء الآخرين في التجارة الأوروبية الولايات المتحدة واليابان. تستورد أوروبا أيضًا المواد الخام كالبترول من الشرق الأوسط وتصدر السلع المصنعة. من واردات القارة الرئيسية الفحم الحجري، والحبوب والنفط ومن صادراتها الرئيسية الكيميائيات والملابس والمنسوجات والآلات والعربات بأنواعها.
ومستوى المعيشة في الكثير من الدول الأوروبية مرتفع مما يجعل الناس قادرين على شراء كميات كبيرة من السلع الاستهلاكية، فأصبحت تجارة التجزئة مصدر رزق للكثير من الأوروبيين.

### المواصلات
يوفر النقل في أوروبا احتياجات التنقل لأكثر من 700 مليون شخص وما يرتبط بها من شحن. تقسم الجغرافيا السياسية لأوروبا القارة إلى أكثر من 50 دولة ومنطقة ذات سيادة. أدى هذا التجزئة، إلى جانب زيادة حركة الأشخاص منذ الثورة الصناعية، إلى مستوى عالٍ من التعاون بين الدول الأوروبية في تطوير وصيانة شبكات النقل. أدت المنظمات فوق الوطنية والحكومية الدولية مثل الاتحاد الأوروبي (EU) ومجلس أوروبا ومنظمة الأمن والتعاون في أوروبا إلى تطوير المعايير والاتفاقيات الدولية التي تسمح للأشخاص والشحن بعبور حدود أوروبا، إلى حد كبير بمستويات فريدة من الحرية والسهولة.

## مظاهر قوة الاتحاد الأوروبيّ اقتصاديّاً
```
يعتبر الاتحاد الأوروبيّ قوة اقتصاديّة عالمية، حيث يعتبر القوة التجاريّة الأولى على مستوى العالم، ويظهر ذلك في النقاط التالية: التطوّر الصناعيّ على مستوى العالم، وذلك لأنه يمتلك العديد من القطاعات الصناعيّة القوية التي تنافس على مستوى الأسواق العالمية، مثل: قطاع صناعة النفط، والأسلحة النوويّة، بالإضافة إلى قطاع صناعة السيارات، فضلاً عن وجود العديد من الشركات المتعددة الجنسيات فيه، إضافة إلى الإعتماد التام على صناعة الأجهزة الإلكترونيّة الدقيقة، ويعتبر الاتحاد الأوروبيّ ثاني قوة صناعية في العالم بعد الولايات المتحدة الأمريكية.
```

### نجاح الاتحاد الأوربي في الكثير من المشاريع المشتركة فيما بين الدول الأعضاء للإتحاد
- مثل ويمثل مشروع صناعة طائرة الإيرباص التي تنافس الطائرة الأمريكية بوينغ المشروع الصناعي الأوفر وجودا والأنجح من خلال التشاركية المعتمد عليها من طرف الاتحاد الأوربي، إضافة إلى مشروع صنع المركبة الفضائية (أريان) التي اشتركت في صناعتها كل من إيطاليا، ألمانيا، فرنسا، ثم بريطانيا.
- ارتفاع نسبة الإنتاج الزراعي، حيث أن السهول الزراعية تغطي حوالي نصف القارة، وبالتالي القدرة على تلبية نسبة كبيرة من حاجيات السوق الاستهلاكية الأوروبيّة وتصدير الكمية الفائضة من الإنتاج خارج القارة الأوروبيّة، حيث أصبح الاتحاد يحتل المرتبة الثانية في إنتاج بعضا من الأنواع الزراعية مثل الحبوب.
- سيطرة الاتحاد الأوربي على حصة كبيرة من السوق التجارية العالمية، حيث أنه يرتبط بعلاقات تجارية مع الكثير من دول العالم، وبخاصة الدول ذات الثقل الاقتصادي الكبير كالولايات المتحدة الأمريكية، واليابان، والصين.
- قوة القطاع الخدماتي وتنوعه، حيث يتميز بقدرته التشغيلية العالية، ويعتبر المصدر الأول في العالم في مجال الخدمات، فضلاً عن قوة البنية التحتية الخاصة بوسائل النقل المختلفة كالقطارات، والمطارات، والموانئ البحرية، حيث تعمل على ربط جميع أجزاء الاتحاد بعضها ببعض.
- القوة الاستثمارية للإتحاد الأوربي، بسبب استقراره الأمني والسياسي وكذا ارتفاع القدرة الشرائية للسكان، إضافة إلى امتلاكه الكثير من المواد الأولية، والثروات الطبيعية، والموانئ التجارية، والأراضي الزراعية، وذلك بسبب شساعة المساحة الجغرافيّة للإتحاد الأوربي. كما امتلاك القوة التكنولوجية، والتي يتم استغلالها في العمليات الإنتاجية المختلفة.

```
*انخفاض نسب البطالة، وارتفاع متوسط الدخل الفردي فيه وتوفير اليد العاملة المؤهلة، نظراً للتعداد السكاني المرتفع فيه.
```

تمكنت الفلاحة الأوروبية من تحقيق النجاح بفضل السياسة الفلاحية المشتركة التي تبنتها الدول الأعضاء للإتحاد الأوربي، وتتجلى هذه النتائج في:
- ضخامة الإنتاج الفلاحي (إنتاج الحبوب الذي بلغ 292.8 مليون طن)
- تنوع في كل من الإنتاج الفلاحي والصناعي.
- مساهمة مرتفعة في الإنتاج العالمي لزيت الزيتون والخمور.
- إنتاج زراعي وحيواني مكثف تحتل به البلاد مراتب جد متقدمة في الساحة العالمية.

### حدود الصناعة الأوروبية
رغم القوة الصناعية للإتحاد الأوربي إلا وأن هذا الأخير يواجه العديد من التحديات والمشاكل، أبرزها هي كالتالي:
- ضعف الصناعات ذات التكنولوجيات العالمية أمام المنافسة الأمريكية واليابانية والقوى الصينية كذلك في إطار المجال المعلوماتي
- رغم تبني جل الدول الأعضاء للنظام الرأسمالي الذي يقوم على مبدأ الملكية الخاصة لوسائل الإنتاج والذي يقوم أيضا على مبدأ «إنتاج أكبر بتكلفة أصغر» إلا أن الاتحاد الأوربي قلب موازين القولة القبلية وأصبح ينتج أكثر بتكلفة أكبر.
- انتشار الصناعات الملوثة في عديد من المناطق خاصة ألمانيا
- ضعف مجال المعلوميات للإتحاد الأوربي مقارنة بباقي القوى الاقتصادية الأخرى.
- صعوبة التسويق وذلك بفعل المنافسة الحادة من طرف الولايات المتحدة الأمريكية واليابان والصين.

### مساهمة قطاع الخدمات في قوى الاقتصاد الأوروبي
يساهم قطاع الخدمات بحوالي 70 بالمئة من الناتج الداخلي الخام وتمثل كل من البنوك والسياحة أهم الفروع الخدماتية في الاقتصاد الأوروبي حيث تضم الدول الأعضاء أهم البنوك في العالم مثل البنك الشهير HSBL البريطاني.

## العلاقات التجارية العالمية
يتم تنفيذ الجزء الأكبر من التجارة الخارجية للاتحاد الأوروبي مع الصين وميركوسور والولايات المتحدة واليابان وروسيا والدول الأوروبية غير الأعضاء.
يتم تمثيل أعضاء الاتحاد الأوروبي من قبل مسؤول واحد في منظمة التجارة العالمية.
يشارك الاتحاد الأوروبي في عدد قليل من النزاعات التجارية الصغيرة. كان لديها نزاع طويل الأمد مع الولايات المتحدة بشأن الإعانات غير العادلة المزعومة التي تقدمها الحكومة الأمريكية للعديد من الشركات، مثل بوينغ. الاتحاد الأوروبي لديه حظر طويل الأمد يحظر تجارة الأسلحة مع الصين. أصدر الاتحاد الأوروبي مذكرة موجزة اتهم فيها مايكروسوفت بممارسات احتكارية ونهب.